# 1928 en musique classique
| \| • Retour à la chronologie générale de la musique classique • \| |
| Grèce • Rome • Haut Moyen Âge • VIIIe siècle • IXe siècle • Xe siècle • XIe siècle XIIe siècle • XIIIe siècle • XIVe siècle • XVe siècle • XVIe siècle • XVIIe siècle XVIIIe siècle • XIXe siècle • XXe siècle • XXIe siècle |
| • Retour à la chronologie générale de la musique classique • |

| Années en musique classique : 1925 - 1926 - 1927 - 1928 - 1929 - 1930 - 1931    |
| Décennies en musique classique : 1890 - 1900 - 1910 - 1920 - 1930 - 1940 - 1950 |

## Événements

### Créations
- 21 janvier : premier concert aux États-Unis du pianiste russe Vladimir Horowitz.
- 11 février : la Symphonie concertante de Joseph Jongen, créée au Conservatoire royal de Bruxelles.
- 23 février : Première représentation sur scène, à l'Opéra d'État de Vienne, d'Œdipus rex, opéra-oratorio d’Igor Stravinsky (donné précédemment à Paris, Théâtre Sarah-Bernhardt, 30 mai 1927, sous sa forme d'oratorio).
- 20 avril : L'Abandon d'Ariane, opéra de Darius Milhaud, créé à Wiesbaden.
- 6 mai : Der Diktator, opéra de Ernst Křenek, créé au Hessisches Staatstheater de Wiesbaden.
- 6 juin : Hélène d’Égypte, opéra de Richard Strauss, créé à Dresde.
- 7 juin : le Concerto pour piano d'Albert Roussel, créé aux concerts Koussevitzky.
- 21 juillet : Die Tageszeiten (en), cycle de lieder pour chœur d'hommes et orchestre op.76 de Richard Strauss à Vienne (Autriche) à l'occasion du centenaire de la mort de Schubert.
- 11 septembre : le Quatuor no 2 de Leoš Janáček, créé à Brno.
- 15 octobre : Le Mandarin merveilleux, version pour orchestre de Bela Bartok, créée à Budapest (voir 1926).
- 28 octobre : El giravolt de maig, opéra de Eduard Toldrà, créé au Palais de la musique catalane de Barcelone.
- 22 novembre : Boléro de Ravel, première du ballet à l'Opéra de Paris.
- 21 décembre : America, an Epic Rhapsody d'Ernest Bloch, créée simultanément dans cinq villes des États-Unis.

Date indéterminée
- Quatuor à cordes no 3 de Bartók de Béla Bartók, créé à Philadelphie.
- Quintette à vent de Roberto Gerhard.
- Bohuslav Martinů écrit l'opéra Les Larmes du couteau (créé en 1969).
- Gli Uccelli, suite pour petit orchestre de Ottorino Respighi.

### Autres
- Création de l'Orchestre symphonique de Paris (dissous en 1938).
- Création de l'Orchestre national de la radio roumaine.
- Arturo Toscanini devient le chef d'orchestre de l'Orchestre philharmonique de New York.

## Naissances

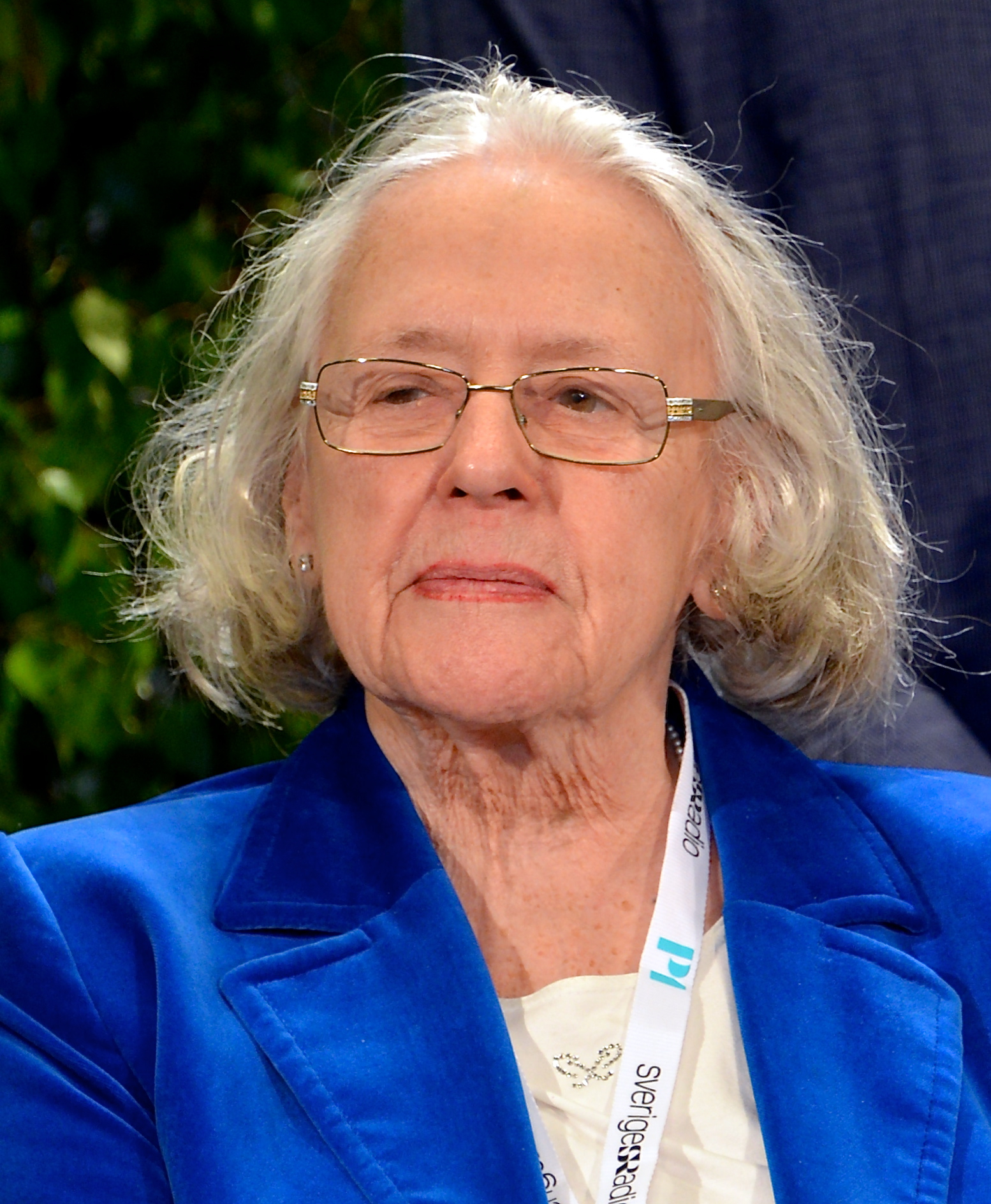
Kerstin Meyer

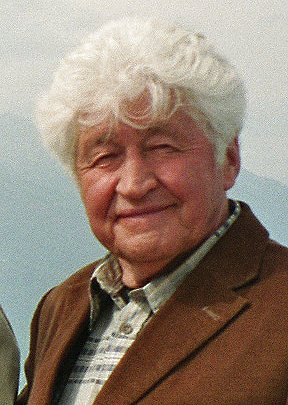
Gotthilf Fischer

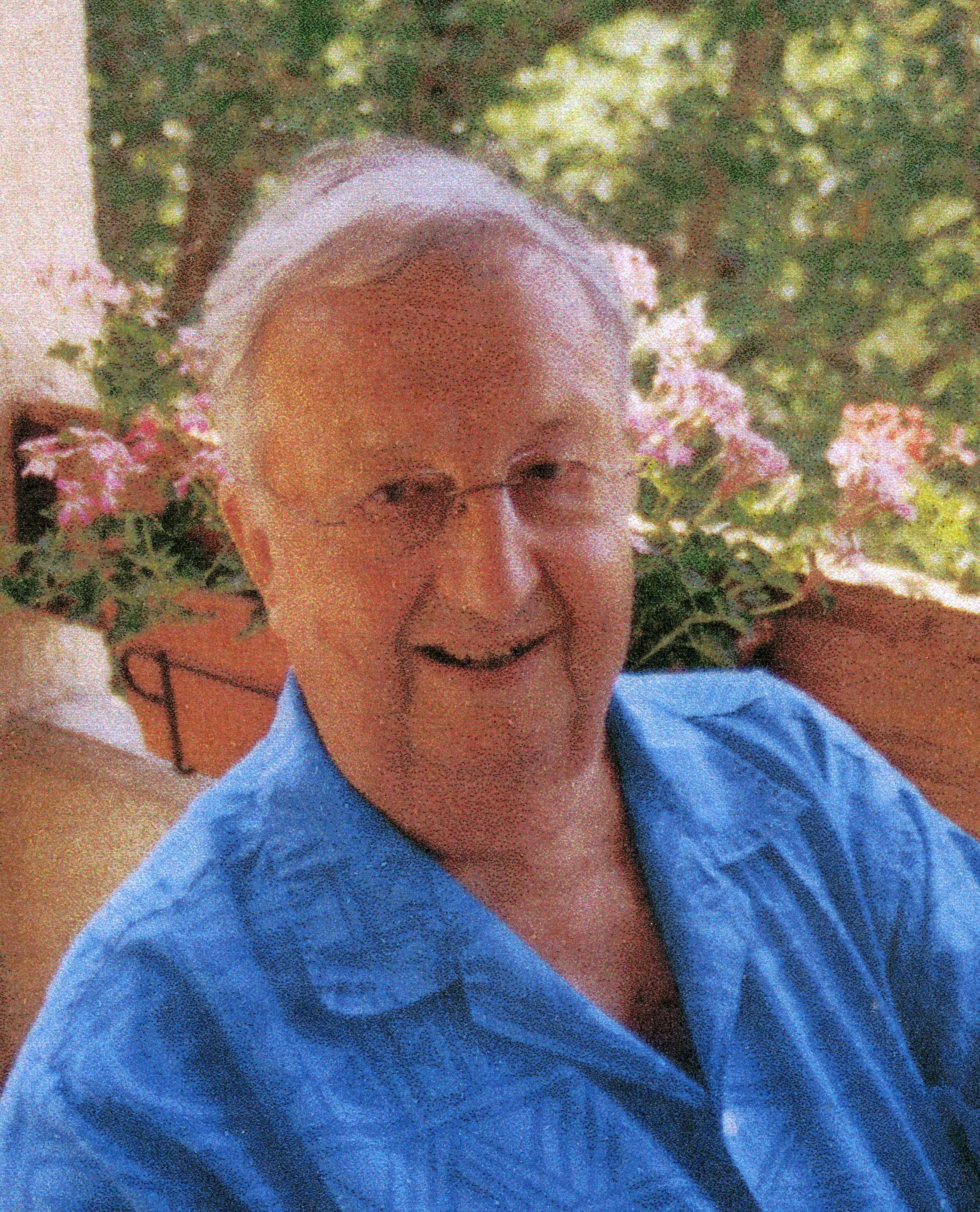
Jean-François Paillard

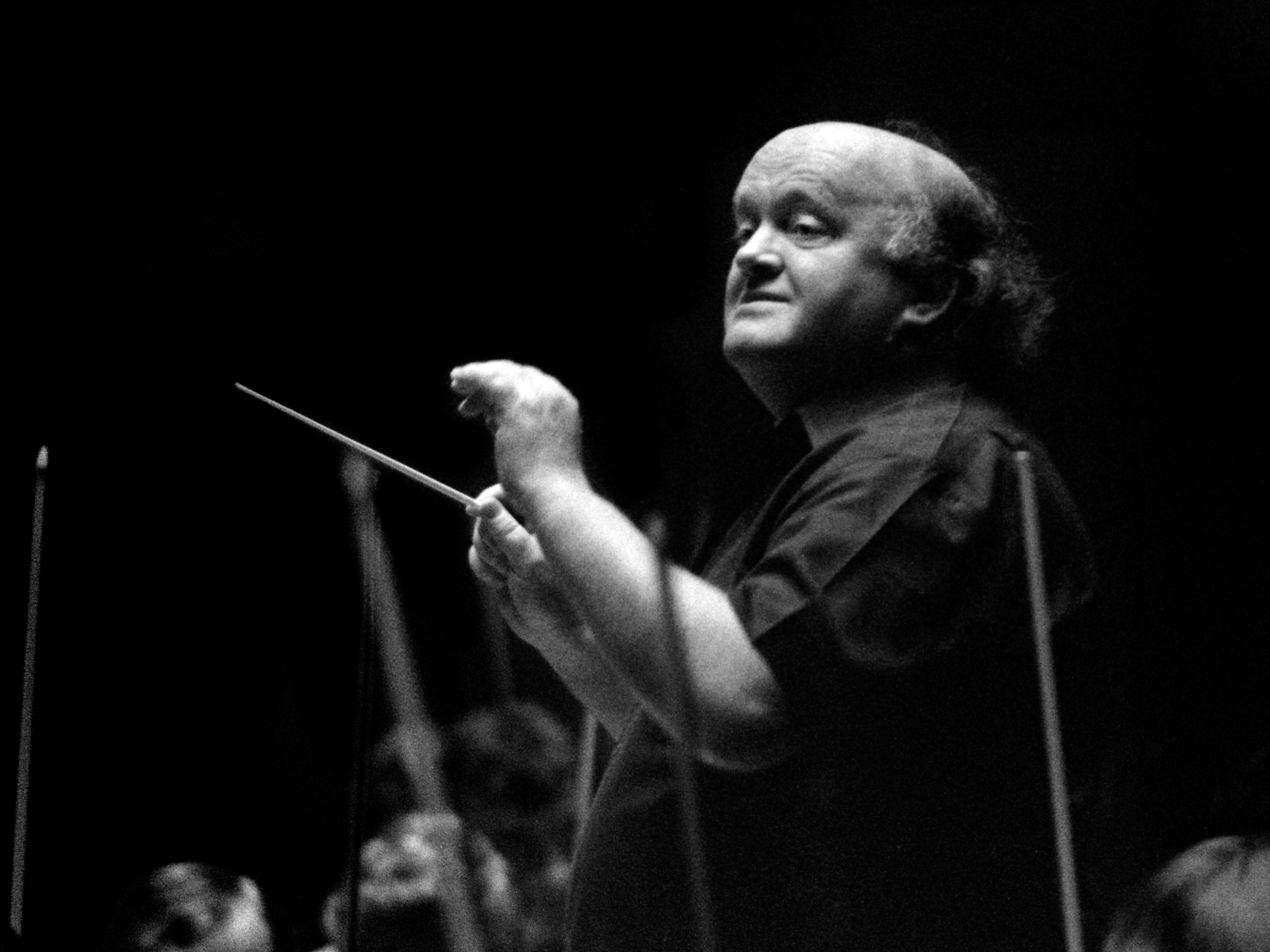
Horst Stein

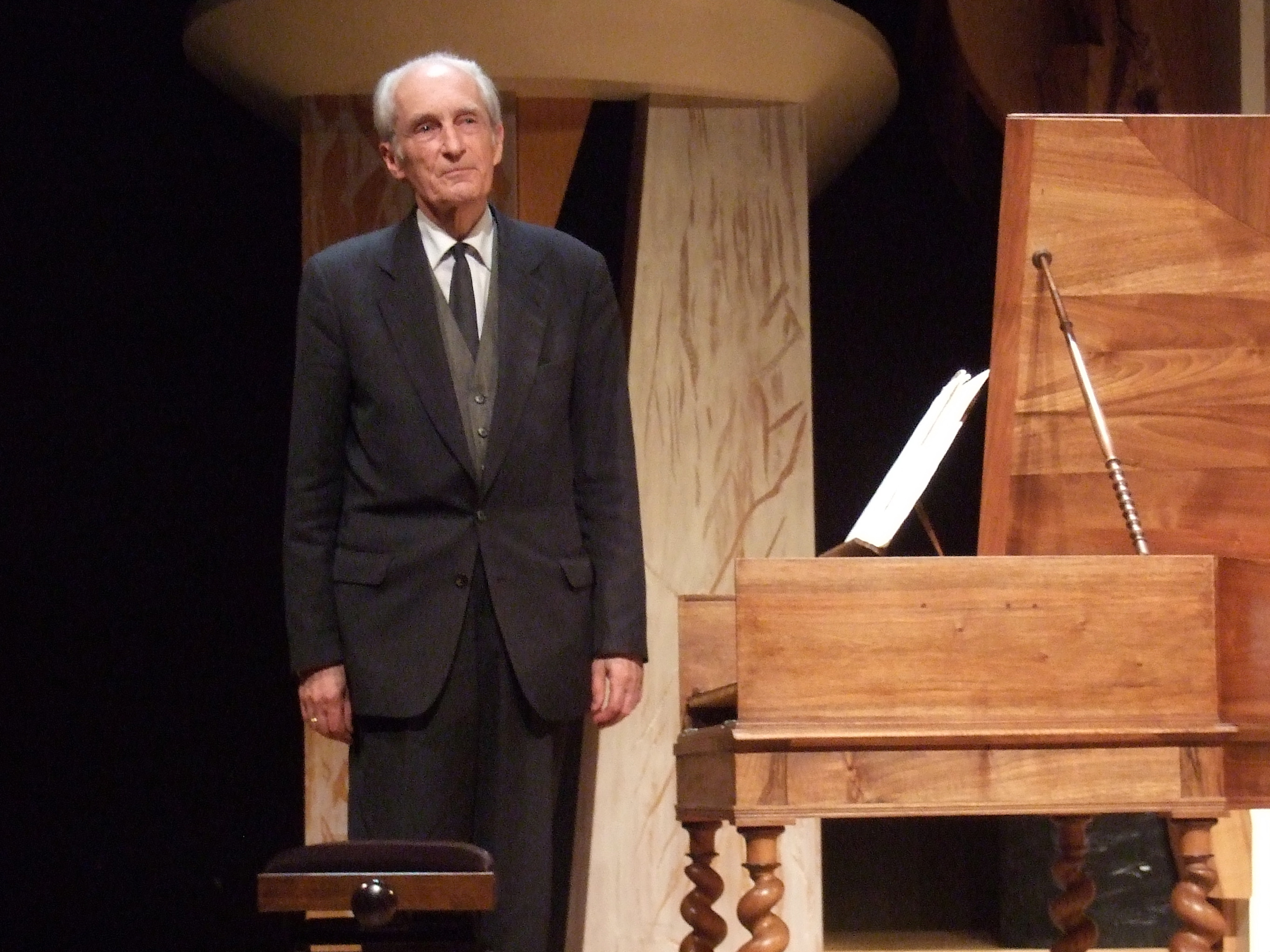
Gustav Leonhardt

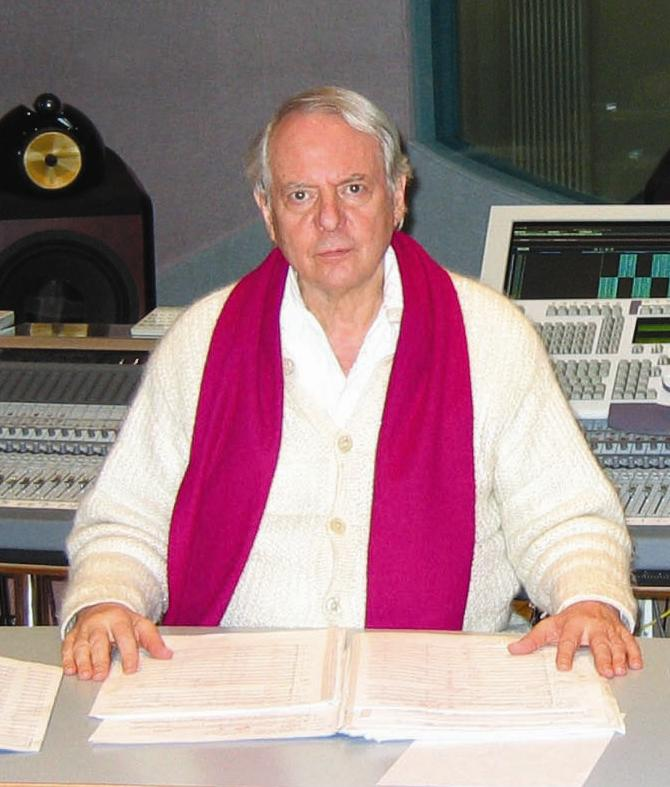
Karlheinz Stockhausen

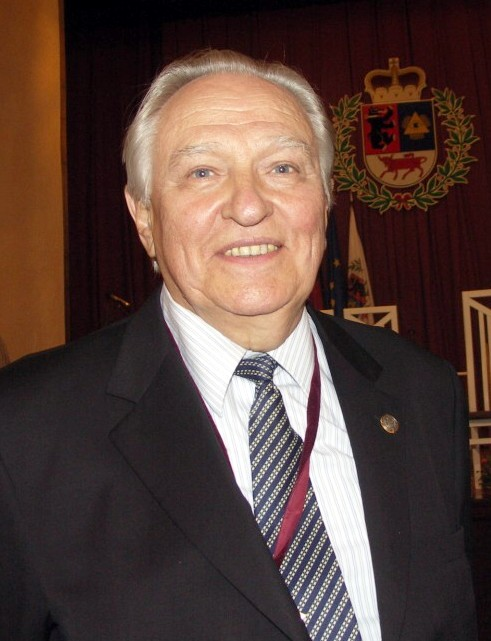
Saulius Sondeckis

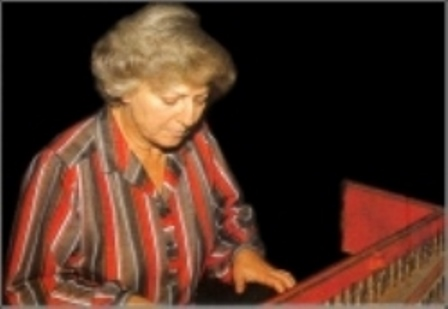
Huguette Dreyfus

- 1er janvier : Liliana Poli, soprano italienne († 14 juillet 2015).
- 11 janvier : Andréa Guiot, soprano française († 15 février 2021).
- 15 janvier : François Pantillon, compositeur, chef de chœur et chef d'orchestre suisse († 14 février 2025).
- 16 janvier : Pilar Lorengar, soprano espagnole († 2 juin 1996).
- 17 janvier : Jean Barraqué, compositeur français († 17 août 1973).
- 20 janvier : Antonio de Almeida, chef d’orchestre et musicologue français d’ascendance américaine et portugaise († 18 février 1997).
- 24 janvier : Stéphane Caillat, chef de chœur, chef d'orchestre et compositeur français († 11 septembre 2020).
- 27 janvier : Jean-Michel Damase, pianiste et compositeur français († 21 avril 2013).
- 28 janvier : Ángel Arteaga, compositeur espagnol († 17 janvier 1984).
- 29 janvier : Bengt Hambraeus, organiste, compositeur et musicologue suédois († 21 septembre 2000).
- 8 février : 
  - Osian Ellis, harpiste et compositeur gallois († 6 janvier 2021).
  - Siegfried Fink, percussionniste et compositeur allemand († 3 mai 2006).
- 9 février : Franz Crass, chanteur allemand d'opéra (basse) († 23 juin 2012).
- 10 février : Donald Johanos, chef d'orchestre américain († 29 mai 2007).
- 11 février : Gotthilf Fischer, chef de chœur allemand (†  11 décembre 2020).
- 12 février : James Cohn, compositeur américain.
- 27 février : René Clemencic, compositeur, claveciniste, musicologue et chef d'orchestre autrichien († 8 mars 2022).
- 4 mars : Samuel Adler, compositeur allemand.
- 6 mars : Ronald Stevenson, compositeur, pianiste et musicologue britannique († 28 mars 2015).
- 10 mars : Norbert Balatsch, chef de chœur autrichien († 6 mai 2020).
- 12 mars : Philip Mark Jones, trompettiste classique anglais († 17 janvier 2000).
- 16 mars : Christa Ludwig, artiste lyrique allemande († 24 avril 2021).
- 24 mars : Byron Janis, pianiste américain († 14 mars 2024).
- 25 mars : Mario Sereni, baryton italien († 24 juillet 2015).
- 2 avril : Alain Vanzo, ténor français († 27 janvier 2002).
- 3 avril : Kerstin Meyer, mezzo-soprano suédoise († 14 avril 2020).
- 4 avril : 
  - Szymsia Bajour, violoniste polono-argentin († 8 février 2005).
  - Oscar Cáceres, guitariste classique et professeur de musique uruguayen († 18 mai 2021).
- 12 avril :
  - Jean-François Paillard, chef d'orchestre français († 15 avril 2013).
  - Georges Robert, organiste français († 2001).
- 2 mai : Horst Stein, chef d'orchestre allemand († 27 juillet 2008).
- 30 mai : Gustav Leonhardt, claveciniste, organiste et chef d'orchestre néerlandais († 16 janvier 2012).
- 16 juin : Sergiu Comissiona, chef d'orchestre roumain († 5 mars 2005).
- 6 juillet : Peter Glossop, baryton anglais († 7 septembre 2008).
- 8 juillet : Huguette Grémy-Chauliac, claveciniste française.
- 9 juillet : Ernest Sauter, compositeur allemand († 8 décembre 2013).
- 13 juillet : Jeanne Loriod, ondiste († 3 août 2001).
- 14 juillet :
  - Bob Gay, compositeur-arrangeur-orchestrateur belge.
  - Ole Schmidt, chef d'orchestre et compositeur danois († 5 mars 2005).
- 16 juillet :
  - Bella Davidovitch, pianiste soviétique puis américaine.
  - Bryden Thomson, chef d'orchestre écossais († 14 novembre 1991).
- 21 juillet : Max Pinchard, compositeur français († 12 décembre 2009).
- 23 juillet : Leon Fleisher, pianiste et chef d'orchestre américain († 2 août 2020).
- 24 juillet : Antanas Rekašius, compositeur lituanien († 4 octobre 2003).
- 26 juillet :
  - Tadeusz Baird, compositeur polonais († 2 septembre 1981).
  - Hans Haselböck, organiste autrichien († 20 octobre 2021).
- 28 juillet : Michel Trempont, baryton belge († 30 janvier 2021).
- 8 août : Lubor Bárta, compositeur tchèque († 5 novembre 1972).
- 9 août ; Camilla Wicks, violoniste américaine († 25 novembre 2020).
- 21 août : Zdeněk Lukáš, compositeur tchèque († 13 juillet 2007).
- 22 août : Karlheinz Stockhausen, compositeur allemand († 5 décembre 2007).
- 23 août : Gerd Natschinski, compositeur et chef d'orchestre allemand († 4 août 2015).
- 25 août : Karl Korte, compositeur américain.
- 29 août : Thomas Stewart, chanteur d'opéra américain († 24 septembre 2006).
- 1er septembre : Eduard Melkus, violoniste, altiste, musicologue et pédagogue autrichien.
- 5 septembre : Joyce Hatto, pianiste britannique († 30 juin 2006).
- 6 septembre : Ievgueni Svetlanov, pianiste et chef d'orchestre russe († 3 mai 2002).
- 10 septembre : Gaston Arel, organiste et professeur québécois (†  28 décembre 2021).
- 23 septembre : Spass Wenkoff, ténor bulgare († 12 août 2013).
- 29 septembre : Martin Turnovský, chef d'orchestre tchèque naturalisé autrichien († 19 mai 2021).
- 9 octobre : Einojuhani Rautavaara, compositeur finlandais († 27 juillet 2016).
- 10 octobre : Leyla Gencer, soprano turque († 9 mai 2008).
- 11 octobre : Saulius Sondeckis, chef d'orchestre lituanien († 3 février 2016).
- 12 octobre : Jerzy Semkow, chef d'orchestre polonais († 23 décembre 2014).
- 14 octobre : Gary Graffman, pianiste et pédagogue américain.
- 21 octobre : René Saorgin, organiste français († 16 décembre 2015).
- 5 novembre : Devy Erlih, violoniste français († 7 février 2012).
- 6 novembre :
  - Marie Leonhardt, violoniste suisse († 23 juillet 2022).
  - Beverly Wolff, mezzo-soprano américaine († 14 août 2005).
- 10 novembre : Ennio Morricone, compositeur et chef d'orchestre italien.
- 17 novembre : Edmond Boulanger, clarinettiste français († 29 juillet 1990).
- 30 novembre : Huguette Dreyfus, claveciniste française († 16 mai 2016).
- 2 décembre : Jörg Demus, pianiste autrichien († 16 avril 2019).
- 15 décembre : Ida Haendel, violoniste britannique († 30 juin 2020).
- 18 décembre : Joachim Kaiser, musicologue allemand.
- 21 décembre : Bruno Prevedi, ténor italien († 12 janvier 1988).
- 27 décembre : Gareth Walters, compositeur gallois († 31 mai 2012).

Date indéterminée
- Gladys Smuckler Moskowitz, chanteuse, compositrice et professeur américaine.
- John Warrack, critique musical anglais, musicographe et hautboïste.

## Décès

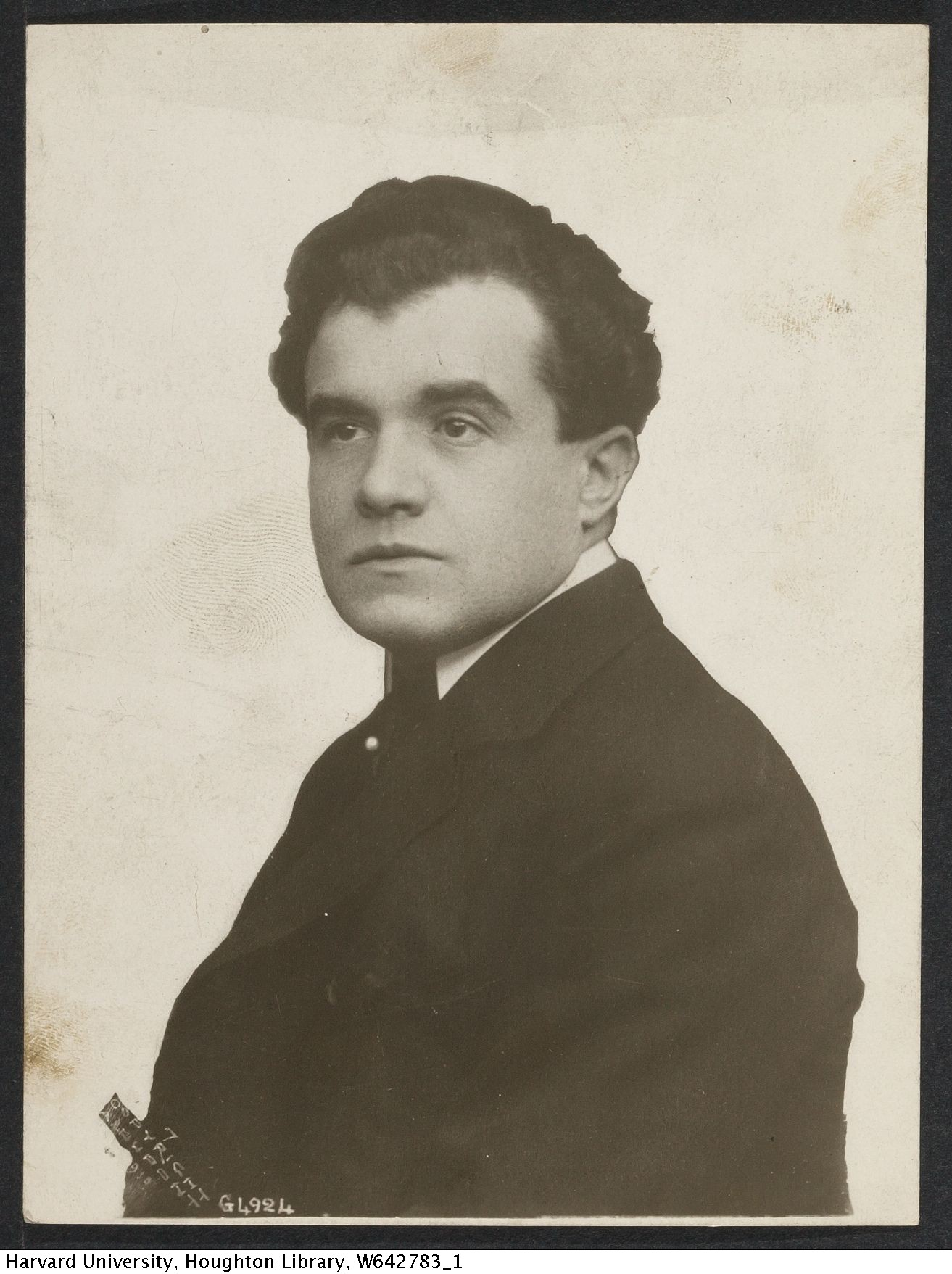
Edmond Clément

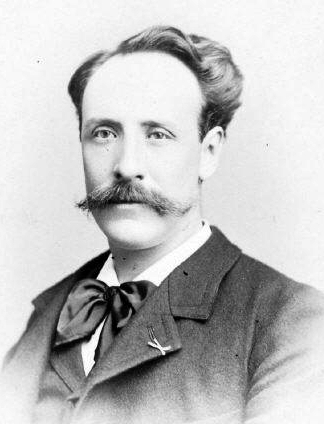
Fernand de La Tombelle

- 11 janvier : Valborg Aulin, compositrice et pianiste suédoise (° 9 janvier 1860).
- 13 février : Edouard Nadaud, violoniste français (° 14 avril 1862).
- 14 février : Léon Jehin, chef d'orchestre et compositeur (° 17 juillet 1853).
- 18 février : Celeste de Longpré Heckscher, compositrice américaine (° 23 février 1860).
- 20 février : Francis Popy, compositeur français (° 1er juillet 1874).
- 24 février : Edmond Clément, ténor lyrique français (° 28 mars 1867).
- avant mars : Ernest Vizentini, bassoniste français († avant 6 octobre 1868).
- 11 mars : Georges Guiraud, organiste, violoncelliste et compositeur français (° 8 mars 1868).
- 27 mars : Leslie Stuart, compositeur d'opérette (° 15 mars 1863).
- 10 avril : Marie Renaud-Maury, compositrice et pédagogue française (° 4 décembre 1852).
- 18 avril : Henryk Melcer-Szczawiński, compositeur, pianiste, chef d'orchestre et pédagogue polonais (° 21 septembre 1869).
- 7 mai : Alexandre Spendarian, compositeur et chef d'orchestre arménien (° 1er novembre 1871).
- 19 mai :  Henry F. Gilbert, violoniste et compositeur américaine (° 26 septembre 1868).
- 5 juin : Paul Véronge de la Nux, pianiste et compositeur français (° 29 juin 1853).
- 13 juin : Wolfgang Graeser, violoniste, musicologue et mathématicien suisse-allemand (° 7 septembre 1906).
- 27 juillet : Francesco Spetrino, compositeur et chef d'orchestre italien (° 2 juillet 1857).
- 12 août : Leoš Janáček, compositeur tchèque (° 3 juillet 1854).
- 13 août : Fernand de La Tombelle, compositeur et organiste français (° 3 août 1854).
- 17 août : Emma Carelli, soprano italienne (° 12 mai 1877).
- 20 août : Marguerite Balutet, pianiste, compositrice et pédagogue française (° 1er juillet 1853).
- 29 août : Gabriel Marie, compositeur de musique savante (° 8 janvier 1852).
- 19 novembre : Achille Simonetti, violoniste et compositeur (° 12 juin 1857).
- 11 décembre : Jean-Baptiste Maillochaud, organiste et compositeur français (° 24 février 1841).
- 18 décembre : Lucien Capet, violoniste et pédagogue français (° 8 janvier 1873).
- 30 décembre : Georges Alary, compositeur français (° 28 novembre 1850).

Date indéterminée
- Ernest Münch, organiste alsacien (° 31 décembre 1859).